# Râul Humor, Bistrița
Râul Humor este un curs de apă, afluent al râului Bistrița. 